# Eclettismo musicale
Eclettismo in musica è l'uso consapevole di stili estranei alla natura propria del compositore o provenienti da un'epoca passata. Il termine è anche usato in senso peggiorativo per descrivere la musica che il compositore, che si pensa manchi di originalità, sembri aver liberamente tratto da altri modelli. Questa parola può anche essere usata per descrivere la musica di compositori che combinano più stili, come l'uso di una variante esatonale di una canzone popolare pentatonica su un contrappunto cromatico, o una melodia arpeggiata ternaria su armonie quaternarie o binarie. L'eclettismo può essere anche attraverso citazioni, sia di uno stile (ad esempio, Shostakovich: Sinfonia n. 9), le citazioni dirette di canzoni popolari o variazioni di esse (ad esempio, Mahler: Sinfonia n. 1; II e III) o citazioni dirette di altri compositori (ad esempio, Berio: Sinfonia; III).